# 鹿児島県道47号葛輪瀬戸線
鹿児島県道47号葛輪瀬戸線（かごしまけんどう47ごう かつわせとせん）は、鹿児島県出水郡長島町を通る県道（主要地方道）である。

## 概要
出水郡長島町山門野の国道389号交点から長島町諸浦の海沿いの集落内に至る。長島町内を通る唯一の主要地方道。沿線には長島町役場や天長フェリーの諸浦港フェリーのりばがある。
概ね片側1車線だが、フェリーのりばの近くで集落内に入るとすれ違いが困難な1車線道路となる。

### 路線データ
- 起点：鹿児島県出水郡長島町山門野（国道389号交点）
- 終点：鹿児島県出水郡長島町諸浦

## 歴史
- 1993年（平成5年）5月11日 - 建設省から、県道葛輪瀬戸線が葛輪瀬戸線として主要地方道に指定される[2]。

## 地理

### 通過する自治体
- 出水郡長島町

### 交差する道路
| 交差する道路                  | 交差する場所 | 交差する場所 |
| ----------------------------- | ------------ | ------------ |
| 国道389号                     | 山門野       | 起点         |
| 鹿児島県道380号平尾川床線     | 川床         |              |
| 鹿児島県道379号長島宮之浦港線 | 鷹巣         |              |

### 沿線
- 長島町役場
- 長島町立鷹巣小学校
- 天長フェリー・諸浦港フェリーのりば